# Centimetr
Centimetr (značení cm) je jednotka délky v metrickém systému. Centimetr se rovná setině metru, centi totiž znamená v předponě soustavy SI jednu setinu. Je také součástí soustavy CGS.
Přestože pro mnoho fyzických veličin jsou nejčastěji používané jednotky s SI předponami pro 103 jako mili- nebo kilo-, centimetr zůstává stále praktickou jednotkou délky pro každodenní měření. Centimetr je přibližně stejně velký jako šířka průměrného nehtu průměrného dospělého člověka.

## Převedení na jiné jednotky
| 1 centimetr | = 10 milimetrů                                       |
| 1 centimetr | = 0,01 metrů                                         |
| 1 centimetr | = 0,393700787401574803149606299212598425196850 palců |
| 1 centimetr | (Jeden palec je přesně 2,54 centimetrů)              |

## Unicode symboly
Pro účely kompatibility s čínskými, japonskými a korejskými (CJK) znaky má Unicode symboly pro:
- Centimetr (㎝) – kód 339D
- Centimetr čtvereční (㎠) – kód 33A0
- Centimetr kubický (㎤) – kód 33A4

Používají se většinou pouze s východoasijskými fonty CJK s pevnou šířkou, protože mají stejnou velikost jako čínský znak.